# Nagyhalász
Nagyhalász è una città di 5.897 abitanti situata nella contea di Szabolcs-Szatmár-Bereg, nell'Ungheria nord-orientale.